# سيسينالي
سيسينالي هي كومونا في مقاطعة أفيلينو، في منطقة كامبانيا ، جنوب إيطاليا. تعتبر مركز زراعي.